# ۱۱۱۷ (قمری)
۱۱۱۷ (قمری)، هزار و صد و هفدهمین سال در گاهشماری هجری قمری است. اول محرم این سال برابر با بیست و پنجم آوریل سال ۱۷۰۵ میلادی است.